# La Vallée-de-la-Gatineau

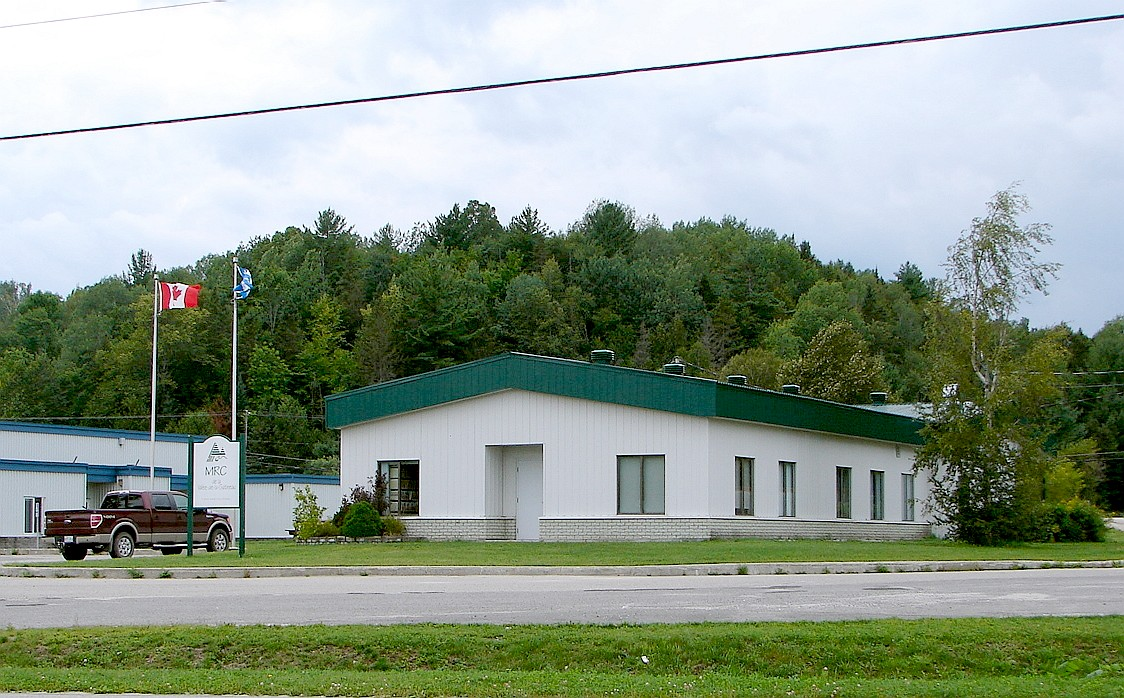
MRC-Büro im Gracefield

La Vallée-de-la-Gatineau ist eine regionale Grafschaftsgemeinde (französisch municipalité régionale de comté, MRC) in der kanadischen Provinz Québec.
Sie liegt in der Verwaltungsregion Outaouais und besteht aus 22 untergeordneten Verwaltungseinheiten (zwei Städte, 13 Gemeinden, zwei Kantonsgemeinden und fünf gemeindefreie Gebiete). Die MRC wurde am 1. Januar 1983 gegründet. Der Hauptort ist Gracefield. Die Einwohnerzahl beträgt 20.182 (Stand: 2016) und die Fläche 12.480,50 km², was einer Bevölkerungsdichte von 1,6 Einwohnern je km² entspricht.

## Gliederung
Stadt (ville)
- Gracefield
- Maniwaki

Gemeinde (municipalité)
- Blue Sea
- Bois-Franc
- Bouchette
- Cayamant
- Déléage
- Denholm
- Egan-Sud
- Grand-Remous
- Kazabazua
- Lac-Sainte-Marie
- Messines
- Montcerf-Lytton
- Sainte-Thérèse-de-la-Gatineau

Kantonsgemeinde (municipalité de canton)
- Aumond
- Low

Gemeindefreies Gebiet (territoire non-organisé)
- Cascades-Malignes
- Dépôt-Échouani
- Lac-Lenôtre
- Lac-Moselle
- Lac-Pythonga

Auf dem Gebiet der MRC liegen auch die Indianerreservate Kitigan Zibi und Lac-Rapide, die aber autonom verwaltet werden und Enklaven bilden.

## Angrenzende MRC und vergleichbare Gebiete
- La Vallée-de-l’Or
- La Tuque
- Antoine-Labelle
- Papineau
- Les Collines-de-l’Outaouais
- Pontiac